# 피아노 협주곡

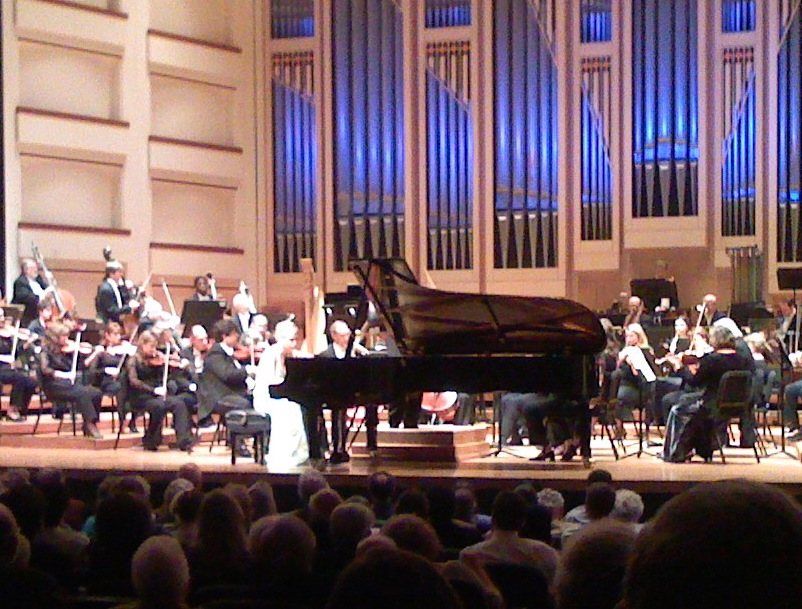
피아노 협주곡의 연주는 관현악단과 함께 무대에서 피아노를 연주하는 것을 포함한다.

피아노 협주곡(piano concerto)은 피아노와 관현악의 협연을 위해 작곡된 협주곡이다.

## 역사
바로크 시기 동안 협주곡은 매우 중요한 장르였다. 따라서 당시 건반악기의 대표격이었던 쳄발로를 위한 협주곡도 많이 작곡되었다. 특히 바흐의 것은 유명하다. 이러한 쳄발로 협주곡은 현재에 와서 쳄발로가 아니라 피아노로 종종 연주되기도 한다. 바흐의 쳄발로 협주곡은 제자의 지도용으로 쓰여진 것이다.
바로크 시기에 있어서는 아직 해머식의 건반 악기(피아노)는 발전 중에 있어, 독주 악기로서의 사용에는 결코 견딜 수 있는 것이 아니었지만, 곧 18세기가 되면서 상당히 질 좋은 피아노가 만들어 지게 되었고, 작곡가들은 이 악기를 위한 협주곡도 작곡하게 되었다. 이는 때마침 고전주의 시대와 일치하며, 주로 모차르트 등의 손에 의해 피아노 협주곡은 여러 방면에서 그 모든 가능성을 추구하게 되었다.
모차르트는 27개의 피아노 협주곡을 작곡하고 그것을 스스로 연주했다. 또한 이 시기에 있어서의 건반 악기 명수들도 자작곡으로서 많은 피아노 협주곡을 작곡하고 있다. 그 대표 주자로 거론되는 것이 베토벤이며, 총 다섯 곡의 피아노 협주곡을 작곡하고 있다. 특히 4번과 5번은 매우 뛰어난 걸작으로 평가받고 있다. 또한 이후의 시대에도 쇼팽, 슈만, 리스트, 브람스, 라흐마니노프, 프로코피예프 등 대피아니스트들이 중요한 작품을 작곡하고 있다. 이외에도 약간 작은 부류에 속하지만 훔멜과 필드의 작품들도 비교적 알려져 있다.
피아노의 거장 뿐만 아니라 다양한 작곡가가 이 장르에서 작품을 남기고 있다. 이중에서 잘 알려진 것으로는 그리그, 차이콥스키 등의 작품이 유명하다. 또한 연주 기회는 적지만 멘델스존도 매우 뛰어난 작품을 남기고 있다. 이러한 작품들은 현재는 불후의 작품으로 취급되고 있지만, 오케스트레이션을 다른 사람에게 맡기는 경우가 많았던 19세기에는 가치가 낮게 평가되어 있었다. 단 한번 만의 초연으로 버려진 이 낭만주의 피아노 협주곡은 너무 지루해 이류 진열품이라는 비판을 받았다. 그러나 이러한 작품들은 피아니스트들이 작곡을 하고 유럽과 미국 각지에서 직접 연주하며 걸었던 일시적인 연주효과를 노렸던 것과 달리, 음악의 내용을 풍부하게 담고 있었기에, 특히 형식면에서 정통적인 작곡가들에 의해 계승되어 갔다. 그 궤적이 히페리온사의 방대한 발매에 의해서 확인된 것은 20세기 말의 이야기다.
피아노 협주곡은 20세기에도 중요한 장르이며, 21세기에 들어서도 제작되었다. 20세기 이후의 피아노 협주곡으로는 벨러, 프로코피예프, 스트라빈스키, 쇼스타코비치, 바버, 티펫, 루토스와프스키, 리게티, 라우타바라, 글래스 등의 작품이 알려져 있다.
피아니스트의 위촉으로 인해 피아노 협주곡이 작곡되기도 한다. 특히 유명한 것이 피아니스트 파울 비트겐슈타인의 예이다. 비트겐슈타인은 제1차 세계대전에서 오른손을 잃고 피아니스트로서의 생명이 끊어질 뻔 위기가 찾아 왔지만, 이 때 비트겐슈타인은 알고 있는 한 작곡가에게 말을 걸어 왼손만으로 연주할 수 있는 피아노 곡의 작곡을 위촉했다. 이 위촉에 따라 라벨, 프로코피예프, 코른골트, 슈트라우스, 슈미트, 브리튼, 힌데미트가 왼손을 위한 피아노 협주곡을 작곡했다. 또한 몇몇 작곡가들은 이 스타일대로 피아노 협주곡을 작곡하려 했고, 마침내 왼손을 위한 피아노 협주곡은 피아노 협주곡의 한 장르로 확립되었다. 쿤터 슐러는 이를 발전시켜 "세 손을 위한 피아노 협주곡"(한 사람이 한 손으로만 연주함)을 만들어내고 있다.
20세기 후반은 반드시 양자가 협연 관계에 있음을 중시하지 않기 때문에 "피아노 협주곡"이라고 명기하지 않고 "피아노와 관현악을 위한 작품"이라고 설명문을 삽입하는 경우도 증가했다. 이런 종류의 작품에서는 피아노 카덴차를 선보이는 일이 생략되기도 한다.
사이먼 스틴 앤더슨과 같이 샘플러와 비디오를 조합시키는 작품도 있다. 그리고 반주가 관현악이라고는 할 수 없는 작품도 있다.

## 여러 연주자에 의한 피아노 협주곡
여러 연주자에 의한 건반 악기를 위한 협주곡은 바로크 시기 동안 바흐가 2·3·4대의 쳄발로를 위한 협주곡을 쓴 바 있고, 고전주의 시기 동안에는 모차르트 등이 2·3대의 피아노를 위한 협주곡을, 그리고 낭만주의 시기 동안에는 멘델스존 등이 2·3대의 피아노를 위한 협주곡을 쓴 바 있다. 체르니는 4손 연탄을 위한 협주곡을 작곡했으며, 현재도 연주의 기회가 있다.
20세기에는 본 윌리엄스, 풀랑크, 블리스 등이 2대의 피아노를 위한 협주곡을 작곡하고 있다.

## 형식
고전적인 피아노 협주곡은 협주곡 형식에 따라 세 악장으로 구성된다.
1. 소나타 형식에 의한 빠른 1악장. 관현악에 의한 전주, 독주 파트에서 전개·재현부를 거쳐 카덴차, 코다에 이른다. 협주 소나타 형식으로 불린다.
2. 완서악장
3. 종곡. 론도 형식에 의한 것이 원칙이다.

모차르트나 베토벤은 이 형식에 따라 작곡하고 있다. 한편, 리스트의 순환 형식처럼, 여러 가지 형식의 추구도 되고 있다.

## 주요 작곡가와 작품
| 볼프강 아마데우스 모차르트 - 피아노 협주곡 1번 - 피아노 협주곡 2번 - 피아노 협주곡 3번 - 피아노 협주곡 4번 - 피아노 협주곡 5번 - 피아노 협주곡 6번 - 세 대의 피아노를 위한 협주곡 7번 "로드론" - 피아노 협주곡 8번 - 피아노 협주곡 9번 "주놈" - 피아노 협주곡 10번 - 피아노 협주곡 11번 - 피아노 협주곡 12번 - 피아노 협주곡 13번 - 피아노 협주곡 14번 - 피아노 협주곡 15번 - 피아노 협주곡 16번 - 피아노 협주곡 17번 - 피아노 협주곡 18번 - 피아노 협주곡 19번 - 피아노 협주곡 20번 - 피아노 협주곡 21번 - 피아노 협주곡 22번 - 피아노 협주곡 23번 - 피아노 협주곡 24반 - 피아노 협주곡 25번 - 피아노 협주곡 26번 "대관식" - 피아노 협주곡 27번 요제프 하이든 - 피아노 협주곡 1번 - 피아노 협주곡 2번 - 피아노 협주곡 3번 - 피아노 협주곡 4번 | - 피아노 협주곡 5번 - 피아노 협주곡 6번 - 피아노 협주곡 7번 - 피아노 협주곡 8번 - 피아노 협주곡 9번 - 피아노 협주곡 10번 - 피아노 협주곡 11번 - 피아노 협주곡 12번 루드비히 반 베토벤 - 피아노 협주곡 0번 - 피아노 협주곡 1번 - 피아노 협주곡 2번 - 피아노 협주곡 3번 - 피아노 협주곡 4번 - 피아노 협주곡 5번 "황제" - 피아노 협주곡 6번 프레데릭 쇼팽 - 피아노 협주곡 1번 - 피아노 협주곡 2번 로베르트 슈만 - 피아노 협주곡 가 단조 프란츠 리스트 - 피아노 협주곡 1번 - 피아노 협주곡 2번 표트르 일리치 차이콥스키 - 피아노 협주곡 1번 - 피아노 협주곡 2번 - 피아노 협주곡 3번 요하네스 브람스 - 피아노 협주곡 1번 - 피아노 협주곡 2번 | 에드바르 그리그 - 피아노 협주곡 가 단조 세르게이 라흐마니노프 - 피아노 협주곡 1번 - 피아노 협주곡 2번 - 피아노 협주곡 3번 - 피아노 협주곡 4번 세르게이 프로코피예프 - 피아노 협주곡 1번 - 피아노 협주곡 2번 - 피아노 협주곡 3번 - 피아노 협주곡 4번 - 피아노 협주곡 5번 - 피아노 협주곡 6번 조지 거슈인 - 피아노 협주곡 바 장조 |